# Інструменти веброзробки
Інструменти веброзробки  дозволяють веброзробникам тестувати та налагоджувати свій код. Вони  є інструментами, що використовуються для тестування інтерфейсу користувача вебсайту або вебпрограми .
Дані інструменти слугують доповненням для браузера . У більшості популярних веббраузерів, таких як Google Chrome, Firefox, Internet Explorer, Safari, Microsoft Edge та Opera  інструменти веброзробки вже вбудовані для допомоги веброзробникам, також багато додаткових доповнень можна знайти у відповідних центрах завантаження плагінів. .
Інструменти веброзробки дозволяють розробникам працювати з різними вебтехнологіями, включаючи HTML, CSS, DOM, JavaScript та інші компоненти

## Підтримка інструментів веброзробника
Кілька відомих веббраузерів мають вбудовані плагіни, які допомагають при розробці макету сторінки. 
- Firefox
- Google Chrome
- Internet Explorer та Microsoft Edge
- Опера
- Safari

## Інструменти для розробників вебсайтів
- WebDrive
- Fontello
- Bootstrap Studio
- GridGum
- HTML5 Maker
- Webflow
- Bug Muncher
- Typosaurus

## Найчастіше використовувані функції
До вбудованих інструментів веброзробника у браузері зазвичай отримують доступ, наводячи курсор на елемент на вебсторінці та вибираючи "Перевірити елемент" або подібний параметр у контекстному меню . В якості альтернативи клавіша F12 .

### HTML і DOM
Кожен сучасний інтернет-браузер пропонує потужні інструменти для веброзробки. Ці інструменти дозволяють переглядати та редагувати HTML і DOM. Різниця між ними полягає в тому, що інструмент перегляду HTML та DOM дозволяє побачити об'єктну модель документа у тому вигляді, в якому вона відображена, а також дозволяє вносити зміни, та бачити їх. 
Крім редагування HTML елементів, можна бачити і властивості об'єкту, а також css стилі які застосовуються до об'єкту.

### Активи вебсторінки, ресурси та інформація про мережу
Зазвичай вебсторінки завантажуються та вимагають додаткового вмісту у вигляді зображень, сценаріїв, шрифтів та інших зовнішніх файлів.  
Інструменти веброзробки дають можливість розробникам переглядати інформацію про використання мережі. 

### Профілювання та аудит
Профілювання дозволяє розробникам отримувати інформацію про ефективність вебсторінки або вебпрограми. За допомогою цієї інформації можна покращити продуктивність роботи сайту. Функції аудиту можуть запропонувати проаналізувавши сторінку, щодо оптимізації, для того щоб зменшити час завантаження сторінки та підвищити швидкість завантаження.   
Все це дозволяє розробникам ефективно оптимізувати вебсторінку або додаток. 

#### Налагодження JavaScript
JavaScript використовується у веббраузерах. Інструменти веброзробки зазвичай включають панель для налагодження скриптів, дозволяючи користувачам додавати маркери перегляду, точки зупину, переглядати стек викликів та робити паузу, переходити, входити та виходити з функцій під час налагодження JavaScript.
Консолі дозволяють розробникам вводити команди JavaScript та функції виклику або переглядати помилки, які могли виникнути під час виконання сценарію.   

## Розширення та плагіни
Сучасні веббраузери підтримують використання плагінів для розширення функціональних можливостей.  Є багато поширених плагінів, які можуть надати різноманітний спектр додаткових функцій.

## Дивитися також
- Веброзробник (програмне забезпечення)
- Життєвий цикл веброзробки
- Всесвітня мережа